# Шавкунов Олег Іванович
Олег Іванович Шавкунов, відомий під прізвиськом Шар (нар.21 серпня 1963) — російський рок-музикант, учасник гуртів «Оле Лукоє», «Оберманекен», «Вермішель Orchestra», «Z-Ensemble», «Krazy Krop», екс-перкусіоніст гурту «Аквариум» від 1997 до 2015 року, перкусіоніст групи ''Welcome to the Club''.